# マルクス・ヘンリクセン
マルクス・ヘンリクセン（Markus Henriksen、1992年7月25日 - ）は、ノルウェー・トロンハイム出身のサッカー選手。ポジションはMF。

## 経歴
ローゼンボリBKのユースチームから2009年にトップチーム昇格した。9月20日、サンデフィヨル・フォトバル戦でリーグ戦デビューを果たした。2010年4月11日、オッド・グレンランド戦でプロ初ゴールを含む2ゴールを記録した。

## 代表歴
ノルウェー代表として2010年10月12日、親善試合のクロアチア代表戦でデビューした。2012年9月11日の2014 FIFAワールドカップ・ヨーロッパ予選のスロベニアとの親善試合で代表初得点を挙げた。

## タイトル
クラブ
ローゼンボリBK
- エリテセリエン 2009, 2010[1]

AZアルクマール
- KNVBカップ 2012-13